# آلومینیم
آلومینیوم یا آلومینیم (به فرانسوی: aluminium) عنصری شیمیایی با عدد اتمی ۱۳ و نشان شیمیایی Al است. چگالی آلومینیوم کمتر از سایر فلزات رایج و تقریباً یک سوم چگالی فولاد است. این عنصر میل زیادی به اکسیژن دارد و هنگام قرار گرفتن در معرض هوا، یک لایه اکسید محافظ بر روی سطح تشکیل می‌دهد. آلومینیوم از‌نظر ظاهری، هم از‌نظر رنگ و هم از‌نظر توانایی زیاد در انعکاس نور، به نقره شباهت دارد. این عنصر نرم، غیرمغناطیسی و شکل‌پذیر است. آلومینیوم یک ایزوتوپ پایدار دارد، 27Al؛ این ایزوتوپ بسیار رایج است و آلومینیوم را به دوازدهمین عنصر رایج در جهان تبدیل می‌کند. از خاصیت رادیواکتیویته 26Al در تاریخ‌یابی رادیومتریک استفاده می‌شود.

## ویژگی‌های کلی
پایین بودن نسبی قیمت و بالا بودن استحکام آلومینیوم و آلیاژهای آن سبب شده است که آلومینیوم در بین فلزات غیر آهنی بیشترین کاربرد را در ساخت قطعات داشته باشد. قطعات آلومینیومی را می‌توان به روش‌های ریخته‌گری ماسه‌ای، ریخته‌گری تحت فشار، کار سرد (Cold Working) یا کار گرم (Hot Working) و اکستروژن ساخت.
آلیاژهای آلومینیوم دارای قابلیت ماشین‌کاری، پرس کاری، لحیم‌کاری نرم، لحیم‌کاری سخت و جوشکاری می‌باشند. آلومینیوم خالص در دمای ۶۶۰ درجه سلسیوس ذوب می‌شود، که برای تولید قطعات به روش ریخته‌گری ماسه‌ای یا ریخته‌گری تحت فشار بسیار مناسب است.

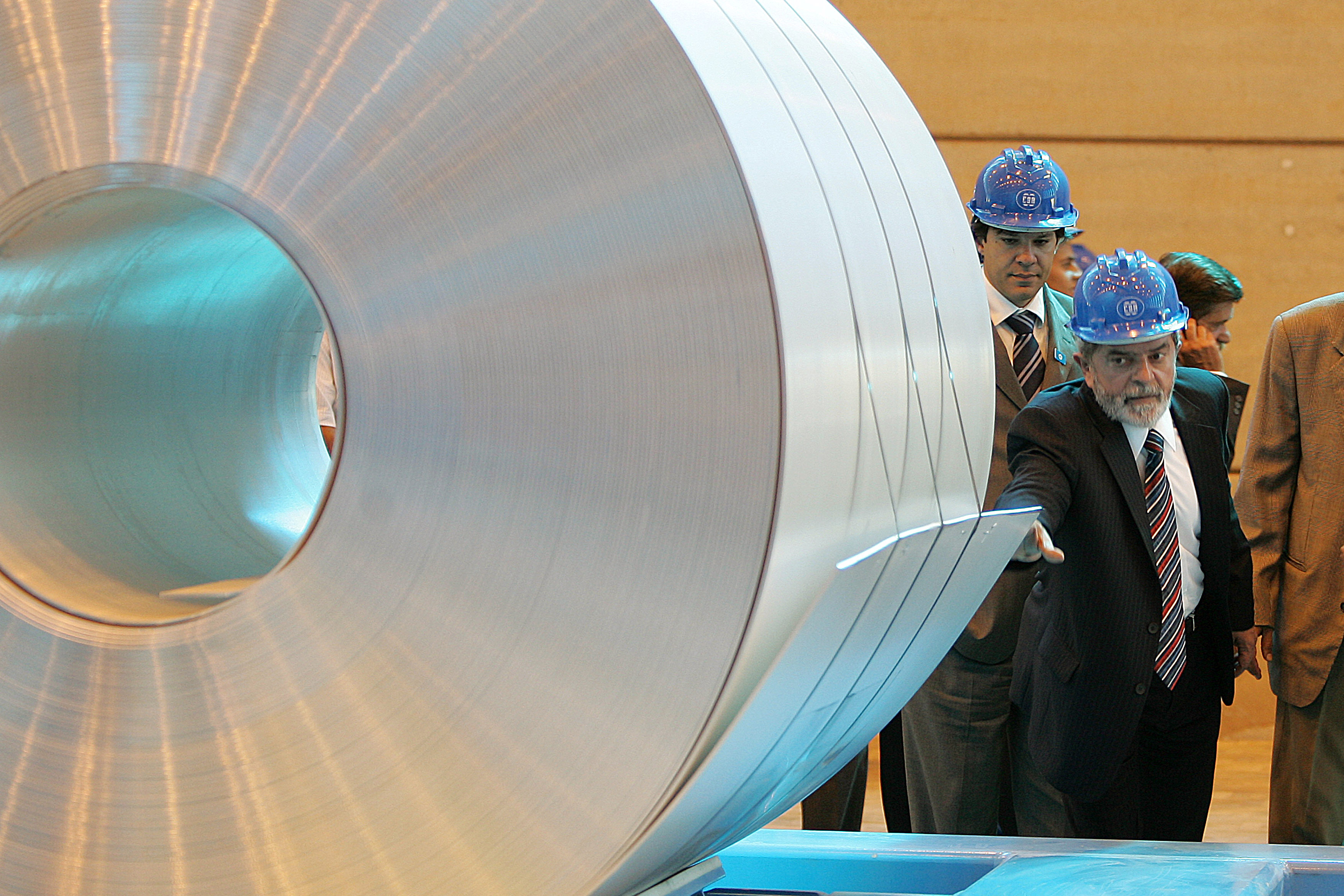
شیت آلومینیوم که به صورت رول درآمده است.

آلومینیوم به صورت ورق، مفتول، تسمه، فویل، میل گرد، لوله و پروفیل‌های ساختمانی و اکسترود شده در بازار موجود است. در جوشکاری یا لحیم‌کاریِ قطعات آلومینیومی بایستی به نکات خاصی توجه کرد، چرا که همهٔ آلیاژهای آلومینیوم قابلیت جوشکاری ندارند.
مقاومت به خوردگی آلیاژهای آلومینیوم بستگی به کیفیت پوشش اکسیدی نازکی دارد که بر روی سطح آن تشکیل می‌شود. از آنجا که آلومینیوم فلز فعالی است، این پوشش به سرعت بر روی آن شکل می‌گیرد. خراش یا سایش این پوشش امکان خوردگی این فلز را به وجود می‌آورد. به روش آنودایز کردن می‌توان یک پوشش اکسیدی ضخیم بر روی سطح آلومینیوم ایجاد کرد.

## تاریخچه

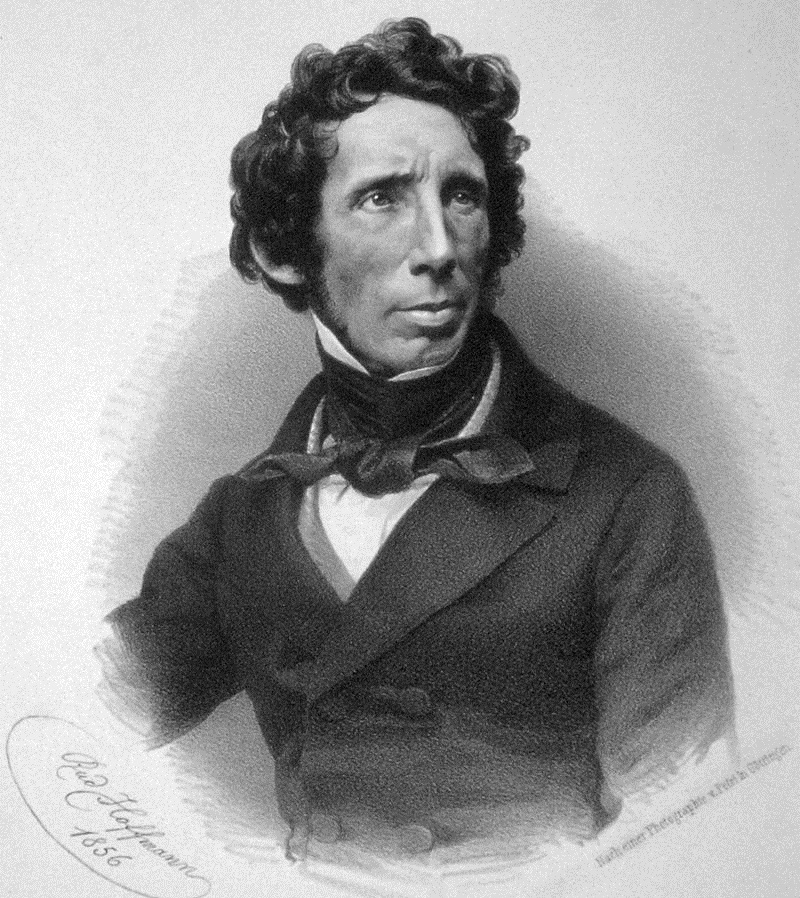
فریدریش وولر، شیمیدانی که اولین بار عناصر فلزی آلومینیوم را به‌طور کامل شرح داد.

تاریخچه آلومینیوم در ارتباط با میزان مصرف آلوم شکل گرفته است. اولین مطلب نوشته شدهٔ راجع به آلوم توسط مورخ یونانی هرودوت، به قرن پنجم قبل از میلاد بازمی‌گردد. مشخص شده است که گذشتگان از آلوم به عنوان یک تثبیت‌کننده رنگ و دفاع از شهر استفاده می‌کردند. پس از جنگ‌های صلیبی، آلوم، به عنوان یک مادهٔ ضروری در صنعت نساجی اروپا، موضوع تجارت بین‌المللی بود؛ که آن را تا اواسط قرن بیستم از غرب دریای مدیترانه وارد اروپا می‌کردند.
ماهیت آلوم ناشناخته باقی ماند تا اینکه در حدود سال ۱۵۳۰ میلادی، پاراسلسوس پزشک سوئیسی پیشنهاد کرد که آلوم نمکی از خاک آلوم است. در سال ۱۵۹۵ میلادی، شیمیدان آلمانی آندریاس لیباویوس این فرضیه را به صورت تجربی تأیید کرد؛ در سال ۱۷۲۲ میلادی، فردریش هافمن، شیمیدان آلمانی، اعتقاد خود را مبنی بر اینکه پایه آلوم یک خاک مجزا است، اعلام کرد. در سال ۱۷۵۴ میلادی، آندریاس سیگیزموند مارگراف، شیمیدان آلمانی، آلومینا را با جوشاندن خاک رس در اسید سولفوریک و سپس افزودن پتاسیم به آن، ترکیب کرد.
تلاش‌ها برای تولید فلز آلومینیوم به تاریخ ۱۷۶۰ میلادی برمیگردد. با این حال اولین تلاش موفق در سال ۱۸۲۴ میلادی توسط فیزیکدان و شیمیدان دانمارکی هانس کریستین اورستد به انجام رسید. او آلومینیم کلرید بدون آب را با آمالگام پتاسیم واکنش داد، که محصول این واکنش کلوخی از فلز مشابه قلع بود. او نتایج خود را ارائه داد و نمونه ای از این فلز جدید را در سال ۱۸۲۵ میلادی به نمایش گذاشت. در سال ۱۸۲۷ میلادی، فردریش وولر، شیمیدان آلمانی، آزمایش‌های اورستد را تکرار کرد اما هیچ‌گونه آلومینیومی را شناسایی نکرد (دلیل این ناسازگاری در سال ۱۹۲۱ میلادی کشف شد). او آزمایش مشابهی را در سال ۱۸۲۷ میلادی با مخلوط کردن کلرید آلومینیوم بدون آب با پتاسیم انجام داد و پودر آلومینیوم تولید کرد. در سال ۱۸۴۵ میلادی او قادر به تولید قطعات کوچکی از فلز بود و برخی از خواص فیزیکی این فلز را شرح داد. سال‌ها پس از آن، وُهْلِر به عنوان کاشف آلومینیوم شناخته شد. با استفاده از روش وهلر نمی‌توان مقدار زیادی از آلومینیوم تولید کرد و فلز آلومینیوم نادر بود؛ به‌طوری که هزینه آن بیش از طلا بود.
شیمیدان فرانسوی هنری اتین سنت-کلیر دویل یک روش صنعتی برای تولید آلومینیوم در سال ۱۸۵۴ میلادی در فرهنگستان علوم فرانسه ارائه کرد. تری کلرید آلومینیوم را می‌توان با سدیم کاهش داد، که فرایندی راحت‌تر و ارزان‌تر از پتاسیم بود، که وهلر از آن استفاده کرده بود. در سال ۱۸۵۶ میلادی، دویل همراه با همکارانش اولین خط تولید صنعتی آلومینیوم را تأسیس کرد. در فاصله سالهای ۱۸۵۵ میلادی تا ۱۸۵۹ میلادی، قیمت آلومینیوم از ۵۰۰ دلار تا ۴۰ دلار به ازای هر کیلوگرم کاهش یافت. حتی پس از آن، آلومینیوم تولیدی هنوز خلوص زیادی نداشت و آلومینیوم تولید شده از نظر خواص از نمونه ای به نمونه دیگر متفاوت بود.

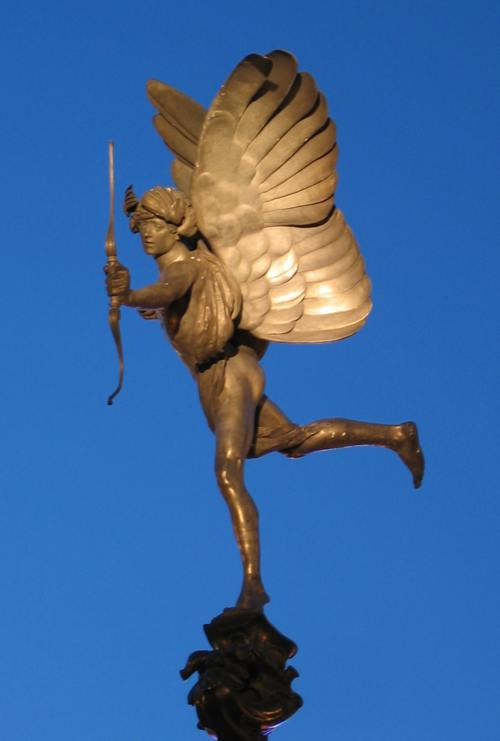
مجسمه آنتروس در پیکدیلی سرکس، لندن، در سال ۱۸۹۳ ساخته شده است و یکی از اولین مجسمه‌های ریخته شده از آلومینیوم است.

اولین روش تولید صنعتی در مقیاس بزرگ به‌طور مستقل در سال ۱۸۸۶ میلادی توسط مهندس فرانسوی پل هرولت و مهندس آمریکایی چارلز مارتین هال توسعه یافت، که اکنون به عنوان فرایند هال-هرولت معروف است. فرایند هال-هرولت آلومینا را به فلز تبدیل می‌کند. کارل جوزف بایر، شیمیدان اتریشی، در سال ۱۸۸۹ میلادی راهی برای خالص سازی بوکسیت برای تولید آلومینا، که در حال حاضر به عنوان فرایند بایر شناخته می‌شود، کشف کرد. تولید مدرن فلز آلومینیوم بر اساس فرایندهای بایر و هال-هرولت است.
قیمت آلومینیوم کاهش یافت و آلومینیوم در سال‌های ۱۸۹۰ میلادی و اوایل قرن بیستم به‌طور گسترده‌ای در جواهرات، وسایل روزمره، قاب عینک، ابزارهای نوری، کارد و چنگال و فویل مورد استفاده قرار گرفت. توانایی آلومینیوم برای تولید آلیاژهای سخت در عین حال سبک در قیاس با فلزات دیگر، باعث شد که به صورت گسترده‌ای مورد استفاده قرار گیرد. در طول جنگ جهانی اول، دولت‌های اصلی خواستار حمل محموله‌های آلومینیومی برای ساخت هواپیماهای سبک مستحکم بودند.
در اواسط قرن بیستم، آلومینیوم به بخشی از زندگی روزمره و جزئی از لوازم خانگی تبدیل شده بود. در اواسط قرن بیستم، آلومینیوم به عنوان یک ماده در مهندسی عمران، با کاربردهای ساختمانی در هر دو مرحلهٔ ساخت و ساز پایه ای و کار داخلی پایانی، و به‌طور فزاینده ای در مهندسی نظامی برای هواپیما و همچنین موتور وسایل نقلیه زره پوش مورد استفاده قرار گرفت. اولین ماهواره مصنوعی زمین، که در سال ۱۹۵۷ میلادی به فضا پرتاب شد، شامل دو نیم کرهٔ آلومینیومی جدا از هم بود که به هم متصل شده بودند و تمام وسایل نقلیه هوایی پس از آن از آلومینیوم ساخته شدند. قوطی‌های آلومینیومی در سال ۱۹۵۶ میلادی اختراع شده و در سال ۱۹۵۸ میلادی برای ذخیره‌سازی نوشیدنی‌ها به کار گرفته شدند.
در طول قرن بیستم، تولید آلومینیوم به سرعت افزایش یافت، در حالی که تولید جهانی آلومینیوم در سال ۱۹۰۰ میلادی ۶٬۸۰۰ تن بود، تولید سالیانه در سال ۱۹۱۶میلادی از ۱۰۰٬۰۰۰ تن در سال تجاوز کرد؛ سپس ۱٬۰۰۰٬۰۰۰ تن در سال ۱۹۴۱؛ و ۱۰٬۰۰۰٬۰۰۰ تن در سال ۱۹۷۱. در دهه ۱۹۷۰ میلادی، افزایش تقاضا برای آلومینیوم آن را به یک کالای مبادلاتی تبدیل کرد؛ در سال ۱۹۷۸ میلادی آلومینیوم وارد بورس فلزات لندن شد که قدیمی‌ترین بورس مبادلاتی فلزات صنعتی در جهان به‌شمار می‌آید. خروجی همچنان به رشد ادامه داد: تولید سالانه آلومینیوم در سال ۲۰۱۳ میلادی بیش از ۵۰٬۰۰۰٬۰۰۰ تن بوده است.
قیمت واقعی آلومینیوم از ۱۴٬۰۰۰ دلار به ازای هر تن در سال ۱۹۰۰ به ۲٬۳۴۰ دلار در سال ۱۹۴۸ کاهش یافت (به دلار آمریکا در سال ۱۹۹۸ میلادی). هزینه‌های استخراج و پردازش با پیشرفت تکنولوژی و اندازه بنگاه‌های اقتصادی کاهش یافته است. با این حال، نیاز به بهره‌برداری از ذخایر کم کیفیت درجه پایین و استفاده از هزینه‌های در حال افزایش (به ویژه انرژی) هزینه‌های خالص آلومینیوم را افزایش داد؛ قیمت واقعی در دهه ۱۹۷۰ میلادی با افزایش قیمت انرژی رشد کرد. تولید از کشورهای صنعتی به کشورهایی منتقل شد که تولید در آن کشورها ارزانتر بود. هزینه‌های تولید در اواخر قرن بیستم به دلیل پیشرفت تکنولوژی، کاهش قیمت‌های انرژی، نرخ ارز دلار ایالات متحده و قیمت آلومینا تغییر کرد. سهم مشترک کشورهای BRIC در دهه اول قرن بیست و یکم از ۳۲٫۶ درصد به ۵۶٫۵ درصد در تولید اولیه و از ۲۱٫۴ درصد در مصرف اولیه به ۴۷٫۸ درصد رشد کرد. چین با توجه به فراوانی منابع، انرژی ارزان و محرک‌های دولتی، سهم بزرگی از تولید جهانی را به خود اختصاص می‌دهد؛ همچنین سهم مصرف خود را از ۲٪ در سال ۱۹۷۲ میلادی به ۴۰٪ در سال ۲۰۱۰ میلادی افزایش داد. در ایالات متحده، اروپای غربی و ژاپن، اکثر آلومینیوم در حمل و نقل، مهندسی، ساخت و ساز و بسته‌بندی مصرف شده است.

## پیدایش و منابع
اگرچه آلومینیوم یک عنصر فراوان در پوسته زمین است (۱۸٪)، این عنصر در حالت آزاد خود بسیار نادر است و زمانی گرانبهاتر از طلا به حساب می‌آمد؛ بنابراین، به‌عنوان فلزی صنعتی اخیراً مورد توجه قرار گرفته و در مقیاس‌های تجاری تنها بیش از ۱۰۰ سال است که مورد استفاده است. در ابتدا که این فلز کشف شد، جدا کردن آن از سنگ‌ها بسیار مشکل بود و چون کل آلومینیوم زمین به صورت ترکیب بود، مشکل‌ترین فلز از نظر تهیه به‌شمار می‌آمد.
آلومینیوم در قرن نوزدهم برای مدتی از طلا با ارزش‌تر بود، اما بعد از ابداع یک روش آسان برای استخراج آن در سال ۱۸۸۹، قیمت آن رو به کاهش گذاشت و سقوط کرد. تهیه مجدد این فلز از قطعات اسقاطی (از طریق بازیافت) تبدیل به بخش مهمی از صنعت آلومینیوم شد. بازیافت آلومینیوم موضوع تازه‌ای نیست، بلکه از قرن نوزدهم یک روش رایج برای این کار وجود داشت. با اینهمه تا اواخر دهه ۶۰ این یک کار کم منفعت بود تا زمانی‌که بازیافت قوطی‌های آلومینیومی آشامیدنی‌ها بالاخره بازیافت این فلز را مورد توجه قرار داد. منابع بازیافت آلومینیوم عبارت‌اند از: اتومبیل‌ها، پنجره‌ها، درها، لوازم منزل، کانتینرها و سایر محصولات. یکی از ویژگی‌های مهم آلومینیوم که بازیافت آن را مورد توجه قرار می‌دهد آن است که هیچ تفاوتی بین کیفیت آلومینیوم بازیافتی و آلومینیوم تازه تولید شده وجود ندارد.

## کاربردها
از نظر کیفیت و از نظر ارزش، آلومینیوم کاربردی‌ترین فلز بعد از آهن است. به عبارتی آلومینیوم پرکاربردترین آلیاژ غیر آهنی است و تقریباً در تمامی بخش‌های صنعت دارای اهمیت می‌باشد. آلومینیوم خالص، نرم و ضعیف است، اما می‌تواند آلیاژهایی را با مقادیر کمی از مس، منیزیم، منگنز، سیلیکون و دیگر عناصر به وجود آورد که این آلیاژها ویژگی‌های مفید گوناگونی دارند. این آلیاژها اجزای مهم هواپیماها و راکت‌ها را می‌سازند.
وقتی آلومینیوم را در خلاء تبخیر کنند، پوششی تشکیل می‌دهد که هم نور مرئی و هم گرمای تابشی را منعکس می‌کند. این پوشش‌ها لایه نازک اکسید آلومینیوم محافظ را به وجود می‌آورند که همانند پوشش‌های نقره خاصیت خود را از دست نمی‌دهند. یکی دیگر از موارد استفاده از این فلز در لایه آینه‌های تلسکوپ‌های نجومی است.

### فهرست کاربردها
برخی از کاربردهای اصلی آلومینیوم عبارت‌اند از:
- حمل و نقل (اتومبیل‌ها، هواپیماها، کامیونها، کشتی‌ها، ناوگان‌های دریایی، راه‌آهن و …)؛ از آلومینیوم به دلیل چگالی پایین آن استفاده می‌شود.
- بسته‌بندی (قوطی‌ها، فویل و …)؛ از آلومینیوم به دلیل غیر سمّی بودن، جاذب نبودن و تراشه‌تراشه نشدن استفاده می‌شود.
- ساختمان‌ها و ساخت‌وساز (درب، پنجره، دیوار پوش‌ها و …)؛ از آنجایی که فولاد ارزان‌تر از آلومینیوم است، زمانی از آن استفاده می‌شود که عواملی مثل زنگ‌نزن بودن، سبکی یا عوامل مهندسی مدنظر باشد.
- بسیاری از لوازم خانگی (وسایل برقی خانگی، وسایل آشپزخانه و …)
- خطوط انتقال برق (هدایت الکتریکی آلومینیوم از مس و طلا کمتر می‌باشد. استحکام مکانیکی آن در برابر کشش نیز از مس کمتر می‌باشد و لذا برای ساخت هادی‌های آلومینیوم به منظور استفاده در خطوط انتقال از هسته ای فولادی برای تقویت استحکام آن در برابر کشش استفاده می‌کنند. معروف‌ترین هادی آلومینیومی با ویژگی‌های بالا که در ۹۰ درصد خطوط انتقال استفاده می‌شود هادی ACSR می‌باشد)
- ماشین آلات اکسید آلومینیوم (آلومینا) به‌طور طبیعی و به صورت کوراندوم، سنگ سنباده، یاقوت و یاقوت کبود یافت می‌شود که در صنعت شیشه‌سازی کاربرد دارد. یاقوت و یاقوت کبود مصنوعی در لیزر برای تولید نور هم‌نوسان بکار می‌روند
- آلومینیوم با انرژی زیادی اکسیده می‌شود و در نتیجه در سوخت موشکهای با سوخت و دمازاها مورد استفاده واقع می‌شود
- ورق‌های آلومینیوم برای ساخت انواع عایق رطوبتی و ساختمان سازی کاربرد دارد. برای مثال در ساخت مصالح ساختمانی پیش ساخته پنل ساندویچی، سوله، کانکس کاربرد بسیاری دارد.[۱۴]

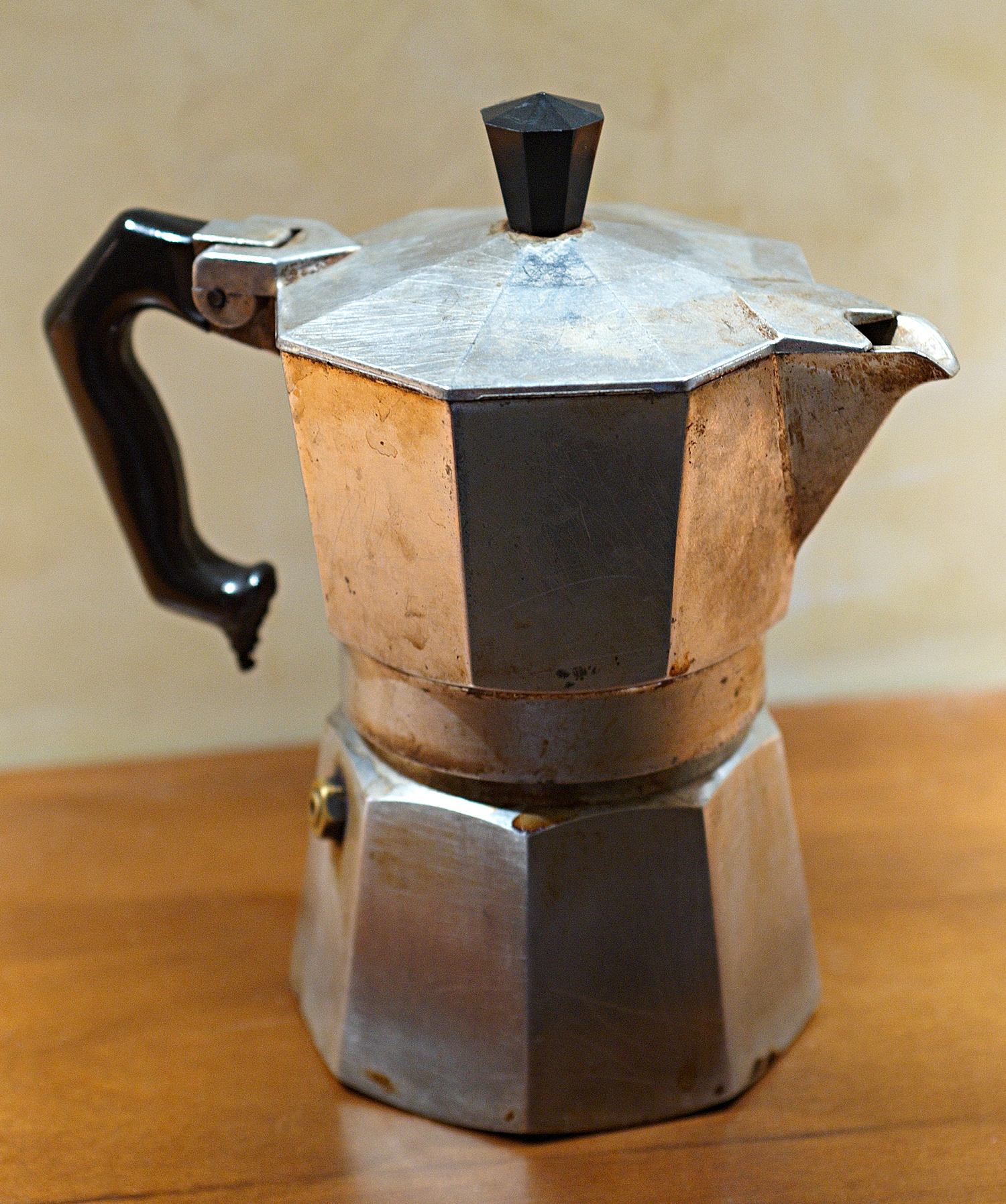
یک قهوه جوش آلومینیمی
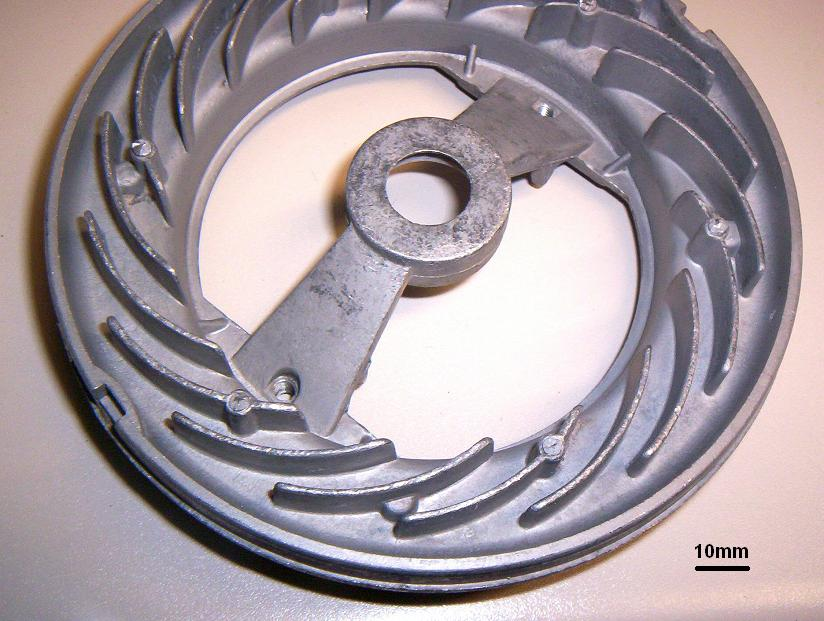
قسمتی از فن جاروبرقی که از آلومینیم ریختگی ساخته شده است.
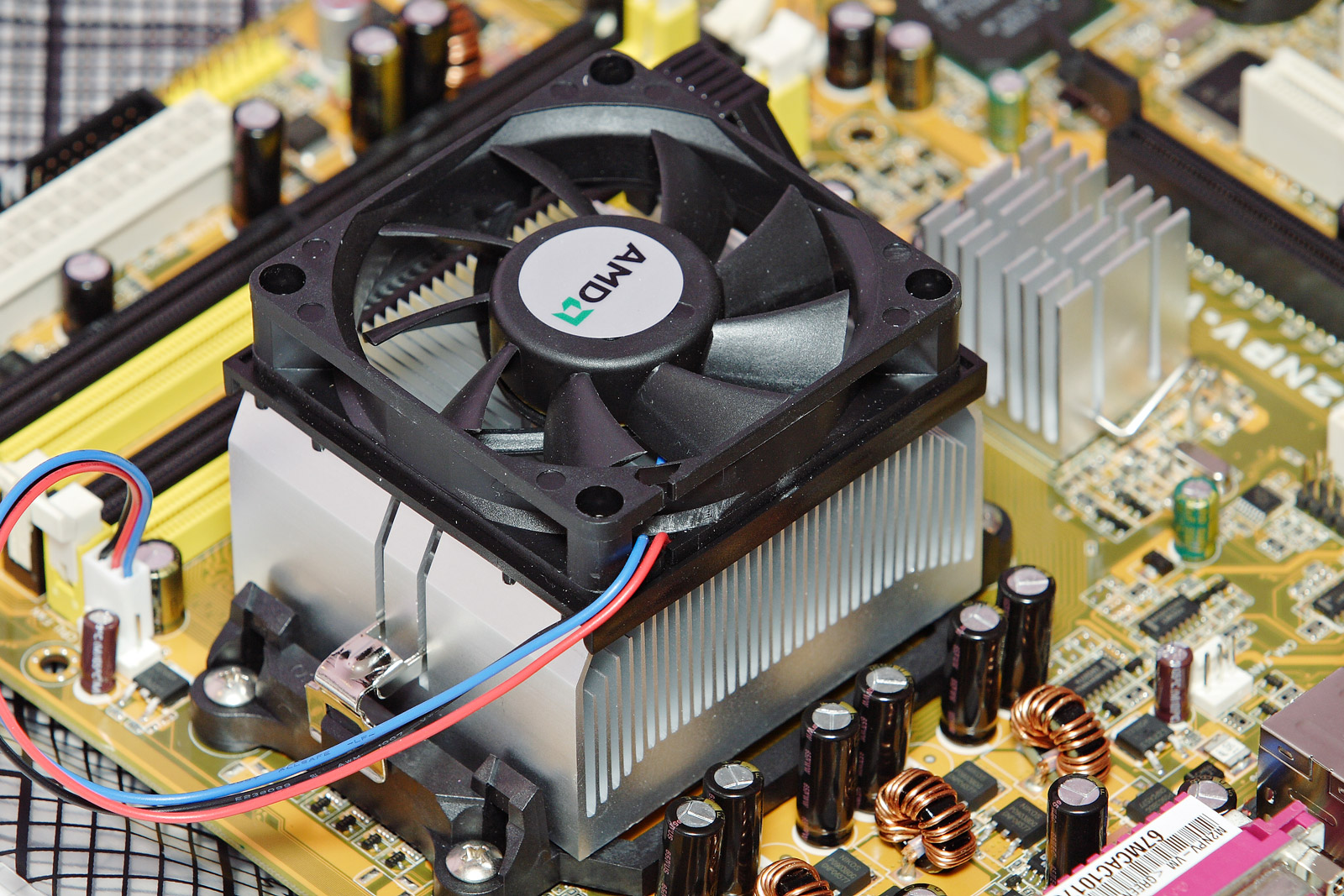
یک هیت سینک رایانه که به دلیل ضریب انتقال حرارت خوب و دفع بالای حرارت از آلومینیم ساخته شده است.

### کاربرد در صنعت هوافضا
اولین فلز سبکی که به‌طور گسترده در ساخت هواپیما از آن استفاده شد آلومینیوم بود. حتی امروزه، بین ۶۰ تا ۸۰ درصد وزن هواپیماهای تجاری را آلیاژهای آلومینیوم تشکیل می‌دهند. نامگذاری آلیاژهای آلومینیوم بر اساس عناصر آلیاژی اضافه شده و بر اساس نوع آلومینیوم انجام می‌پذیرد: کار شده (رُت یا رات) یا ریخته‌گری شده. بیشترین استفاده در صنعت هوانوردی مربوط به آلیاژهای آلومینیوم رُت می‌باشد، یعنی آلیاژهای بر پایه مس (سری 2XXX)، منیزیم و سیلیکون (سری 6XXX)، روی (سری 7XXX) و آهن، نیکل و لیتیوم (سری 8XXX).
بر اساس عناصر آلیاژی، آلیاژهای آلومینیوم خواص متفاوتی دارند و بنابراین در قسمت‌های مختلفی از یک هواپیما به کار می‌روند. همهٔ این سری‌ها مانند تمامی آلیاژهای آلومینیوم قابل عملیات حرارتی، دارای استحکام بالایی بوده و البته نسبتاً ارزان قیمت هستند. سری 2XXX بیشتر برای ساخت بدنه استفاده می‌شود، زیرا دارای چقرمگی و مقاومت خوبی در برابر رشد ترک خستگی است، و برای پوسته‌های بال‌های پایین، آلیاژ ۲۰۲۴ عملیات حرارتی شده پرمصرف‌ترین آلیاژی است که در دنیا از آن استفاده می‌شود. همراه با سری 2XXX، از سری 7XXX نیز به‌طور گسترده در صنعت هوانوردی استفاده می‌شود، زیرا آلیاژهای سری ۷ دارای چقرمگی بالا و بیشترین استحکام در مقایسه با همهٔ آلیاژهای آلومینیوم هستند و به‌طور عمده در پوسته‌های بال بالا و پایین از آنها استفاده می‌شود. با این حال، این آلیاژها نیز کاملاً مستعد خوردگی هستند و قابل جوشکاری نمی‌باشند (یا قابلیت جوشکاری بسیار پایینی دارند) و بنابراین باید با استفاده از بست‌های مکانیکی یا چسب به هم وصل شوند. آلومینیوم آلیاژ شده با منیزیم و سیلیکون از سری 6XXX کمترین استفاده را در صنعت هوانوردی از سری در نظر گرفته شده دارد. این امر به این دلیل اتفاق می‌افتد که این آلیاژها بدون توجه به مقاومت در برابر خوردگی بهتر نسبت به سری 2XXX و قابلیت ساخت و جوش‌پذیری عالی، دارای کمترین تعادل کلی ویژگی‌ها هستند، در حالی که هر دو سری 2XXX و سری 7XXX قابلیت جوشکاری محدودی دارند. با این وجود، آلیاژ جدید سری 6XXX، یعنی آلیاژ 6013-T3، در مقایسه با آلیاژ 2024-T3 از استحکام بیشتر و چقرمگی شکست و مقاومت در برابر شکست بالاتری برخوردار است و علاقه به این سری را تجدید می‌نماید.
در نهایت، سری 8XXX که با اضافه کردن عناصری که در سری‌های دیگر پوشش داده نشده‌اند ساخته می‌شوند، آلیاژهای کاملاً جدیدی می‌باشند. این آلیاژها افزودن لیتیوم به آلومینیوم را معرفی کردند که باعث افزایش مدول آلومینیوم و کاهش چگالی آن می‌شود. پیشرفت این آلیاژها همچنین باعث توسعه سری 2XXX ۳۹ با افزودن لیتیوم به آلیاژهای Al-Cu شد. این آلیاژهای جدید به ویژه ۲۰۹۰، ۲۰۹۱ و ۸۰۹۰ اخیراً به‌طور گسترده‌ای در صنایع هوایی مورد استفاده قرار می‌گیرند و جایگزین سایر آلیاژهای سری 2XXX و 7XXX شده‌اند، زیرا دارای ۱۰٪ چگالی کمتر و ۲۵٪ سختی ویژه بالاتر می‌باشند؛ بنابراین، آنها گزینه‌هایی بسیار عالی برای استفاده در اجزای بدنه مانند استرینگرها، ریب‌ها و لانگرون‌ها هستند و همچنین در برخی کاربردها جایگزین فولاد می‌شوند.

### کاربرد در صنایع خودروسازی

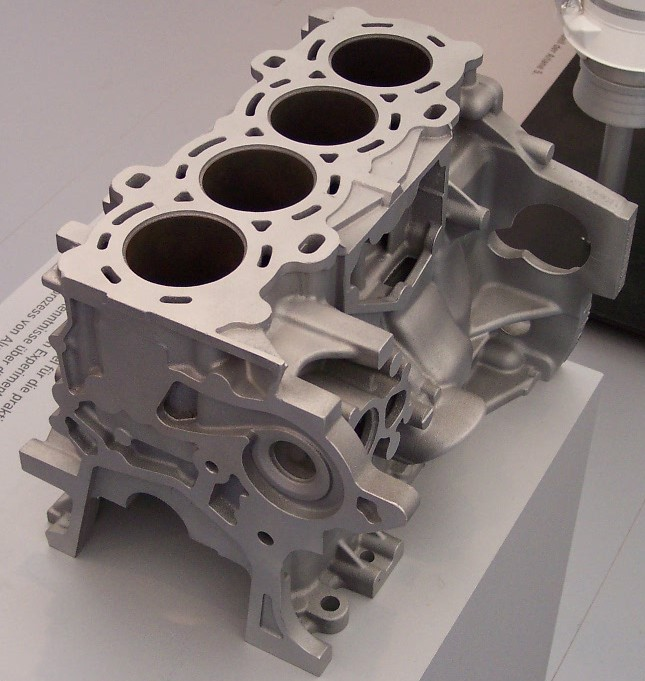
بدنه آلومینیومی یک موتور ۴ سیلندر

مواد مورد استفاده در ساخت خودرو، تأثیر به‌سزایی بر محیط‌زیست می‌گذارند. استفاده از مواد سبک‌وزن می‌تواند به کاهش وزن و در نتیجه کاهش سوخت مصرفی خودرو کمک کند. برای مثال میزان کاهش مصرف سوخت ناشی از کاهش ۱۰ درصدی وزن خودرو، حدود ۸ تا ۱۰ درصد تخمین‌زده‌می‌شود.
قیمت پایین در صنایع خودروسازی یکی از مهم‌ترین موضوعات مورد رقابت در بازار جهانی است. ممکن است مفهوم تولید کم هزینه با مفهوم تولید سبک‌وزن گره خورده‌باشد اما به‌کارگیری تکنولوژی مواد سبک با توجه به نیاز به تجهیزات و فرایندهای نوین ممکن است باعث افزایش قیمت تولید نیز بشود.
در دهه‌های اخیر، با توجه به فشارهای اقتصادی و سیاسی در راستای کاهش مصرف سوخت و اثرات دی‌اکسید کربن، تلاش برای طراحی و ساخت خودروهای سبک‌تر با استفاده از آلیاژهای آلومینیوم گسترش روزافزونی داشته است بطوریکه استفاده از آلومینیوم در صنایع خودروسازی در اروپا در ۵ سال اخیر رشد ۸۰ درصدی داشته است.
امروزه قطعات آلومینیومی در یک خودرو می‌تواند وزنی بین ۵۰ تا ۵۵۰ کیلوگرم را به خود اختصاص دهند. آلومینیوم به‌طور جدی با سایر مواد سبک مانند گریدهای جدید فولاد، منیزیم و پلاستیک‌های استحکام‌بخشی‌شده در رقابت است ولی با وجود خواصی مانند دسترسی مناسب، بازیافت‌پذیری و ظرفیت تولید انبوه با قیمت مناسب همچنان جایگاه خود را حفظ می‌کند. با وجود انتظارات اقتصادی و محیط زیستی و با توجه به پیشرفت‌های دهه‌های اخیر در استفاده از آلومینیوم در صنایع خوردوسازی، انتظار می‌رود استفاده از این فلز در آیندهٔ نزدیک گسترش قابل‌توجهی یابد.
روش های حکاکی لیزری بر روی آلومینیوم:
دستگاه لیزر فایبر مارکینگ :دستگاه لیزر فایبر مارکینگ دستگاهی مناسب و کار آمد برای حکاکی روی فلزات و غیرفلزات می باشد و در توان های متنوع 20وات ،فایبر 30وات،دستگاه 50وات و 100 وات عرضه می گردد.از مزایای فایبر مارکینگ می توان به عدم نیاز به مواد مصرفی،طول عمر بالا و اصطلاک بسیار پایین دستگاه،سرعت بالا اشاره کرد

دستگاه‌ه CO2 لیزر: این دستگاه‌ها معمولاً برای حکاکی روی مواد غیرفلزی استفاده می‌شوند، اما با تنظیمات خاص می‌توانند برای حکاکی‌های سطحی روی آلومینیوم نیز به کار بروند اما در این روش شما شاهد خطا هستید . با این حال، برای حکاکی‌های عمقی و دقیق روی آلومینیوم، فایبر مارکینگ گزینه بهتری هستند.

دستگاه‌ه UV لیزر: این دستگاه‌ها برای حکاکی‌های با دقت بالا و بدون آسیب به سطح آلومینیوم مناسب هستند. UV لیزرها برای حکاکی‌های سطحی و تغییر رنگ سطح فلز استفاده می‌شوند ولی توجه داشته باشید که شما با این دستگاه نمی توانید بر روی آلومینیوم حکاکی عمیق انجام دهید و با لیزر UV فقط می توانید به صورت سطحی حکاکی کنید.

### روش ساخت قطعات مختلف خودرو با آلومینیوم
با توجه به وزن کم، شکل‌پذیری خوب و مقاومت به خوردگی، آلومینیوم انتخاب مناسبی برای قطعات بکار رفته در خودرو مانند قطعات شاسی، بدنه و قطعات ساختاری می‌باشد. ترکیبات شیمیایی گوناگونی از آلومینیوم سبب دسترسی به آلیاژهای مقاوم در برابر خوردگی برای قطعات شاسی و آلیاژهای مستحکم برای قطعات اکستروژن و قطعات بدنه شده است.
امروزه تلاش برای بهره‌گیری از روش‌های شکل دهی آلومینیوم از روش‌های ریخته‌گری پیشی گرفته است. از آلومینیوم‌های شکل‌پذیر برای ساخت رینگ چرخ که تحت شرایط بارگذاری شدید قرار دارد و خواص مکانیکی بسیار بالایی را طلب می‌کند استفاده می‌شود. همچنین از آلومینیوم شکل‌پذیر برای ساخت شیلد حرارتی، استحکام بخشی سپر، هوزینگ ایربگ، سیستم پنوماتیک و قاب صندلی‌ها استفاده می‌شود. آلیاژهای آلومینیوم کاربرد گسترده‌ای در سیستم‌های انتقال حرارت دارند. علاوه بر رادیاتور در خودروهای جدید بخش‌های جداگانه مختلفی مانند موتور و سیستم تهویه از مبدل‌های حرارتی بهره می‌گیرند. با استفاده از آلومینیوم در ساخت قاب بدنه می‌توان کاهش وزن قابل‌توجهی ایجاد کرد بگونه‌ای که ۲۰ تا ۳۰ درصد از وزن نهایی خودرو کاهش می‌یابد.

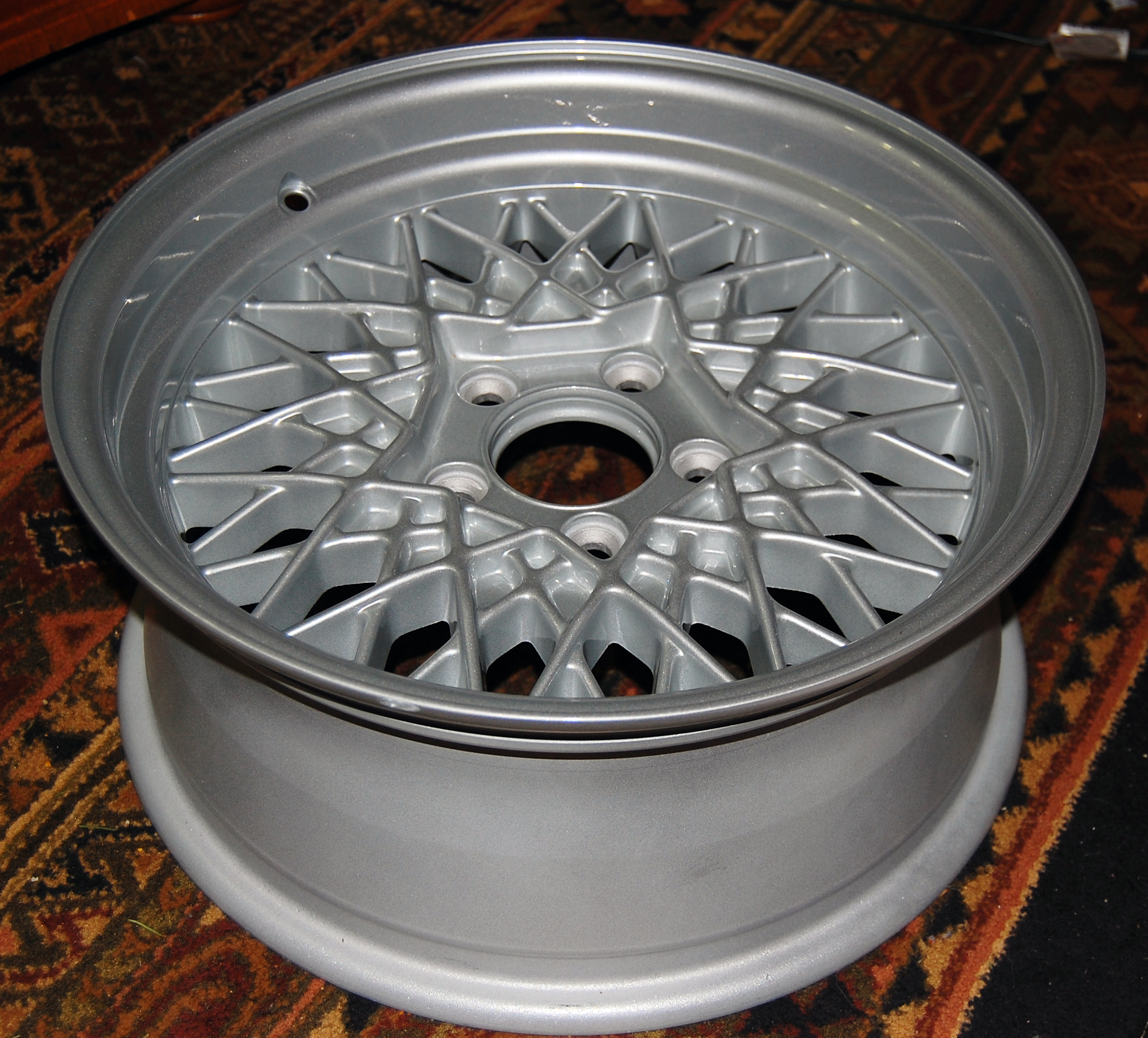
رینگ چرخ آلومینیومی.

#### ریخته‌گری قطعات خودرو با آلومینیوم
حجم زیادی از قطعات آلومینیومی بکار رفته در خودرو قطعات ریخته‌گری هستند. این قطعات شامل بلوک‌های موتور، سرسیلندرها و قطعات شاسی می‌باشد. توسعه آلیاژهای جدید آلومینیوم و روش‌های جدید ریخته‌گری منجر به برآورده‌کردن نیاز به دوام و استحکام در قطعات موتور شده است. آلیاژهای ریخته‌گری آلومینیوم مانند آلیاژهای ۳۶۰ یا ۳۸۰ (آلومینیوم-سیلیکون-منیزیم یا مس) در ساخت قطعاتی مانند بدنه کاربراتور، بدنه کمپرسور، لوله‌های بنزین، پمپ روغن و کاسه ترمز استفاده می‌شود.

#### اکستروژن قطعات خودرو با آلومینیوم
با توسعه روش‌های نوین، امکان تولید پروفیل‌های آلومینیومی با اشکال پیچیده فراهم آمده است. قطعاتی که با این روش ساخته می‌شوند شامل قطعات قاب خودرو، قطعات مربوط به شاسی، سپر و ایربگ می‌شود.

#### ورق‌کاری قطعات خودرو با آلومینیوم
انتخاب آلیاژ مناسب برای ساختار بدنه موضوع بسیاری از تلاش‌های علمی در این زمینه بوده است و بیشتر تلاش‌ها امروزه بر تعداد محدودی از آلیاژها متمرکز شده است. برای ورق‌های پوسته، باید تعادل مناسبی بین شکل‌پذیری، استحکام پس از پخت رنگ و کیفیت سطحی مناسب پس از فرایندهای پرس و رنگ وجود داشته‌باشد؛ بنابراین ویژگی سخت‌کاری ناشی از پخت آلیاژهای قابل عملیات حرارتی سری ۶۰۰۰ (آلومینیوم-منیزیم-سیلیکون) این آلیاژ را به اولین انتخاب برای کاربرد مذکور تبدیل می‌کند. آلیاژهای سری ۶۰۰۰ با خواص شکل‌پذیر، کیفیت سطحی و خواص پیرسازی مناسب استفاده در صفحات بدنه خودرو می‌باشند.
برای ورق‌های ساختاری، استحکام به سبب تأثیر بر خاصیت جذب انرژی عامل محدودکننده در برخی نواحی است و برخی مواقع هم رفتار ماده تحت کشش عمیق اهمیت بیشتری دارد. برای تأمین این الزامات، در آمریکای شمالی استفاده از آلیاژهای سری ۵۰۰۰ آلومینیوم و در اروپا آلیاژهای سری ۶۰۰۰ با عملیات حرارتی T4 رواج دارد. آلیاژهای سری ۵۰۰۰ (آلومینیوم-منیزیم) برای خواص استحکام و مقاومت به خوردگی توسعه یافته و مناسب استفاده در شاسی خودرو می‌باشند.

### مزایای استفاده از آلومینیوم در صنعت خودرو
1. چگالی آلومینیوم تنها یک سوم چگالی فولاد است و آلیاژهای مستحکم آن قابلیت تحمل پیچش و تأمین الزامات سختی اجزای خودرو را دارند. با این وجود ماده خام آلومینیوم از فولاد گران‌تر است و این مسئله علت اصلی آن است که برای مدت زمان زیادی از آلومینیوم تنها در ساخت برخی قطعات خودرو استفاده می‌شد.[۱۹]
2. یکی از مزایای برجسته آلومینیوم در برابر فولاد مقاومت خوردگی در حالت بدون پوشش در آلیاژهای سری ۵۰۰۰ و ۶۰۰۰ است. فولاد برای افزایش دوام در رنگ‌کاری نیازمند پوشش دهی با روی است که این مورد برای آلومینیوم ضروری نیست زیرا پیوند آلومینیوم-اکسیژن در مجاورت هوا منجر به ایجاد لایه اکسیدی بسیار نازک اما کاملاً چسبنده بر روی سطح آلومینیوم می‌شود. این ویژگی می‌تواند حتی خاصیت خود ترمیم‌شوندگی به آلومینیوم بدهد. همین امر موجب شده تا خودروهای ساخته شده با آلومینیوم دوام بیشتر و احتیاج کمتری به تمهیدات محافظت در برابر خوردگی داشته‌باشند. از این‌رو پیشنهاد می‌شود خودروهایی که در شرایط نامساعد جوّی مورد استفاده قرارمی‌گیرند، مانند خودروهای آفرود و نظامی، از قطعات آلومینیومی بیشتری ساخته شوند. با این وجود، انواع عملیات سطحی و لایه‌های پرایمر می‌توانند قابلیت شکل‌پذیری و کیفیت سطحی آلومینیوم را افزایش دهند به گونه‌ای که دیگر نیاز به الکتروکوتینگ نداشته‌باشند.[۱۸][۲۳]
3. از دیگر مزایای آلومینیوم می‌توان به بهبود ایمنی خودرو در کنار کاهش وزن اشاره کرد. پژوهش‌ها نشان داده که استفاده از ورق‌های آلومینیوم 5754NG در ضربه‌گیر خودرو که نقش ایمن‌سازی آن در برابر تصادف را دارد منجر به کاهش ۳٬۳ پوندی وزن این قسمت و افزایش ۳۸ درصدی بازده مدیریت انرژی ویژه تصادف شده است.[۱۹]
4. یکی دیگر از مسائل مطرح در صنعت خودروسازی، قابلیت بازیافت اجزاء خودرو پس از پایان عمر مفید آنهاست. با وجود اینکه فرایند تولید آلومینیوم گاز دی‌اکسید کربن بیشتری نسبت به فولاد تولید می‌کند اما بازیافت آلومینیوم حدود یک چهارمِ بازیافت فولاد گاز دی‌اکسید کربن تولید می‌کند.[۱۹]

### برخی خودروهای ساخته‌شده با آلومینیوم
- آئودی A8 با جایگزینی آلومینیوم موفق به کاهش وزن ۴۰ درصدی شده است. در این خودرو از مجموع ۳۸۵ کیلوگرم آلومینیوم بکاررفته، ۱۲۵ کیلوگرم قطعات ورق‌کاری، ۷۰ کیلوگرم قطعات اکسترودشده، ۱۵۰ کیلوگرم قطعات ریخته‌گری و ۴۰ کیلوگرم قطعات ساخته شده با روش‌های دیگر می‌باشد.[۱۸]

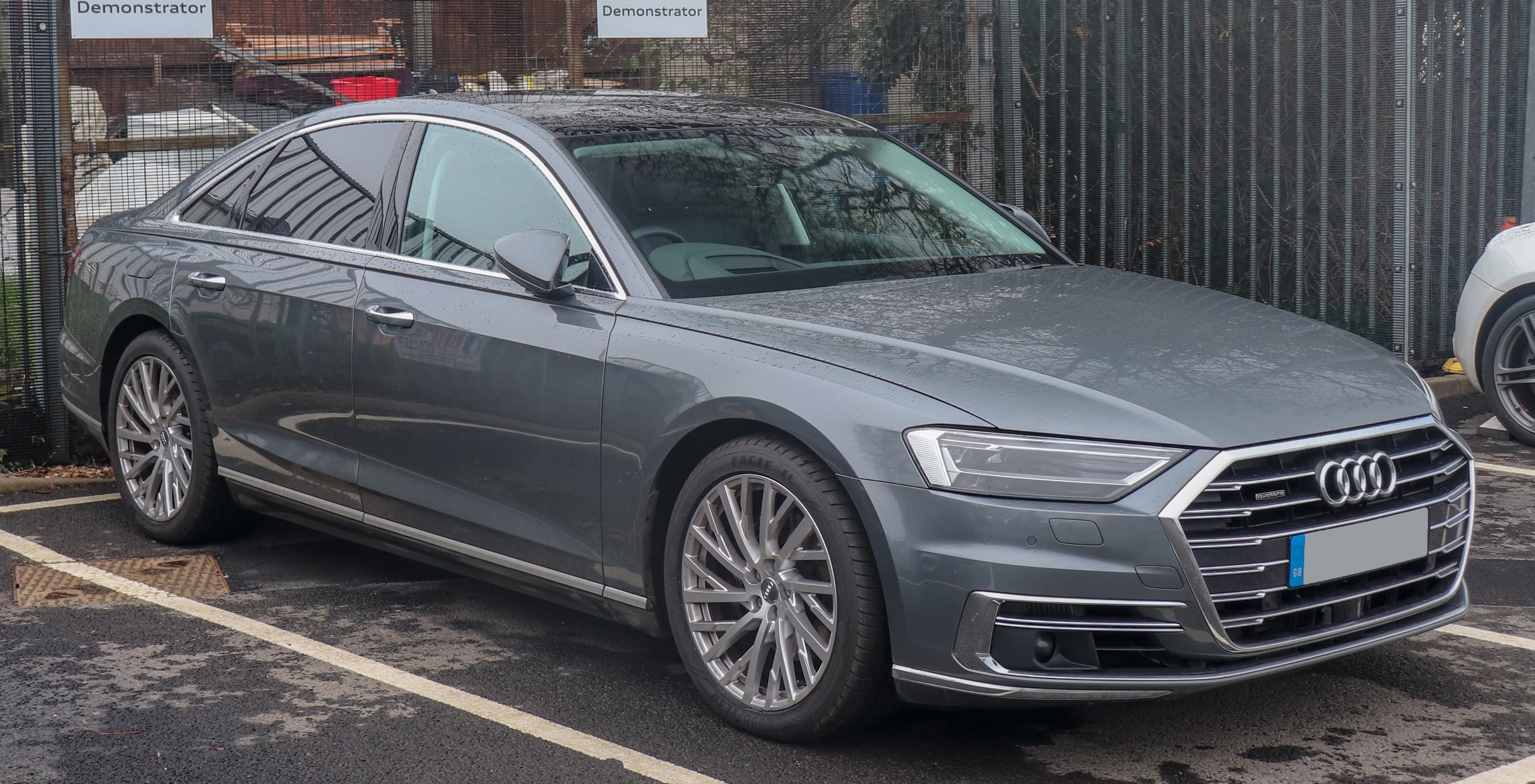
خودرو آئودی A8 که در ساخت آن از آلومینیوم استفاده‌شده است.

- ساختار بدنه فورد AIV از آلومینیوم پرسکاری‌شده ساخته‌شده است. صفحات خارجی و بدنه در این مدل ۲۰۰ کیلوگرم سبک‌تر از نمونه مشابه ساخته‌شده با فولاد است. مجموعاً از ۲۷۰ کیلوگرم آلومینیوم در ساخت این خودرو استفاده شده که منجر به کاهش وزن ۳۲۰ کیلوگرمی خودرو شده است.[۱۸]
- خودرو هوندا NSX نیز با بدنه و صفحات خارجی با وزن ۲۱۰ کیلوگرم از آلومینیوم ساخته‌شده است. سایر قطعات آلومینیومی بکار رفته در این مدل شامل حدود ۱۰۰ کیلوگرم قطعات شاسی و ۱۳۰ کیلوگرم سیستم انتقال قدرت می‌شود.

## استخراج، تولید و خالص سازی

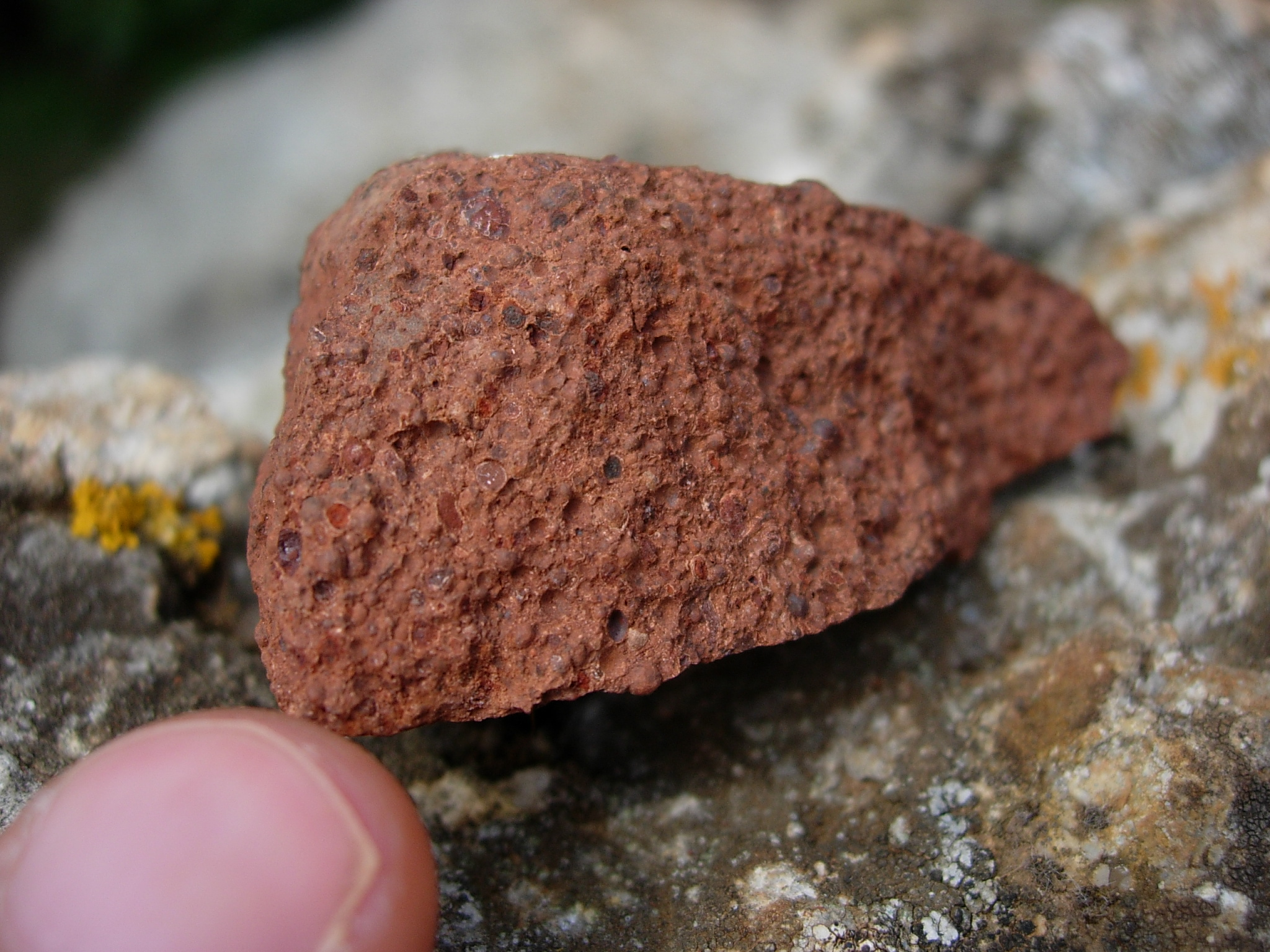
کانی بوکسیت مهم‌ترین سنگ معدنی حاوی این فلز است. رنگ قرمز آن به دلیل وجود مقداری عنصر آهن است.

برای تولید آلومینیم به انرژی فراوانی نیاز است، به همین دلیل تولیدکنندگان سعی می‌کنند کارخانه‌های ذوب خود را در مکان‌هایی بنا کنند که هم برق فراوان موجود و هم ارزان باشد. در سال ۲۰۱۲ بزرگ‌ترین کارخانه‌های ذوب آلومینیم در چین، روسیه، بحرین، امارات متحده عربی و آفریقای جنوبی واقع شده بود. در سال ۲۰۱۶، چین بزرگ‌ترین تولیدکننده آلومینیوم در جهان با سهم ۵۵ درصد بود. بزرگ‌ترین کشورهای تولیدکننده بعدی روسیه، کانادا، هند و امارات متحده عربی بودند.

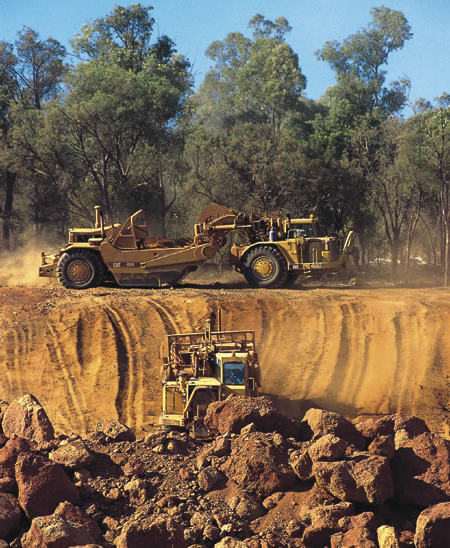
استخراج بوکسیت از معدن.

در سال ۲۰۱۹ چین با تولید ۳۶ میلیون تن بزرگ‌ترین تولیدکننده آلومینیوم بوده است.

### فرایند بایر
سنگ معدنی بوکسیت توسط فرایند بایر به آلومینیم اکسید تبدیل می‌شود. برای ایجاد یک ترکیب یکنواخت این سنگ معدنی ابتدا مخلوط شده و سپس خرد و تبدیل به خاک می‌شود. سپس دوغاب ایجاد شده با محلول داغی از سدیم هیدروکسید مخلوط می‌شود. سپس این مخلوط در داخل مخزن هضم کننده در فشارهایی خیلی بیشتر از فشار اتمسفر نگهداری می‌شود؛ این کار باعث انحلال آلومینیم هیدروکسید در داخل بوکسیت شده و در عین حال ناخالصی‌ها را نیز به ترکیب‌هایی غیرقابل انحلال تبدیل می‌کند:
{\displaystyle {\ce {Al(OH)3 + Na+ + OH- -> Na+ + [Al(OH)4]-}}}
پس از این واکنش، دمای دوغاب به بالاتر از دمای جوش در فشار اتمسفری خود می‌رسد. با حذف بخار موجود در محفظه و کاهش فشار، این محلول خنک سازی می‌شود. پسماند بوکسیت از محلول جداسازی و دفع می‌شود. محلول فاقد اجزای جامد، توسط کریستال‌های کوچک آلومینیم هیدروکسید بذردهی می‌شود؛ این کار باعث انباشته شدن یون‌های منفی {\displaystyle {\ce {[Al(OH)4]-}}}بر روی آلومینیم هیدروکسید می‌شود. پس از رسوب تقریباً نیمی از آلومینیم، مخلوط وارد classifierها می‌شود. کریستال‌های کوچک آلومینیوم هیدروکسید جمع‌آوری می‌شوند تا از آنها به عنوان بذر استفاده شود. ذرات درشت با گرم شدن به اکسید آلومینیوم تبدیل می‌شوند؛ محلول اضافی در صورت لزوم با تبخیر حذف، و سپس خالص سازی و بازیافت می‌شود.

### فرایند هال–هرولت

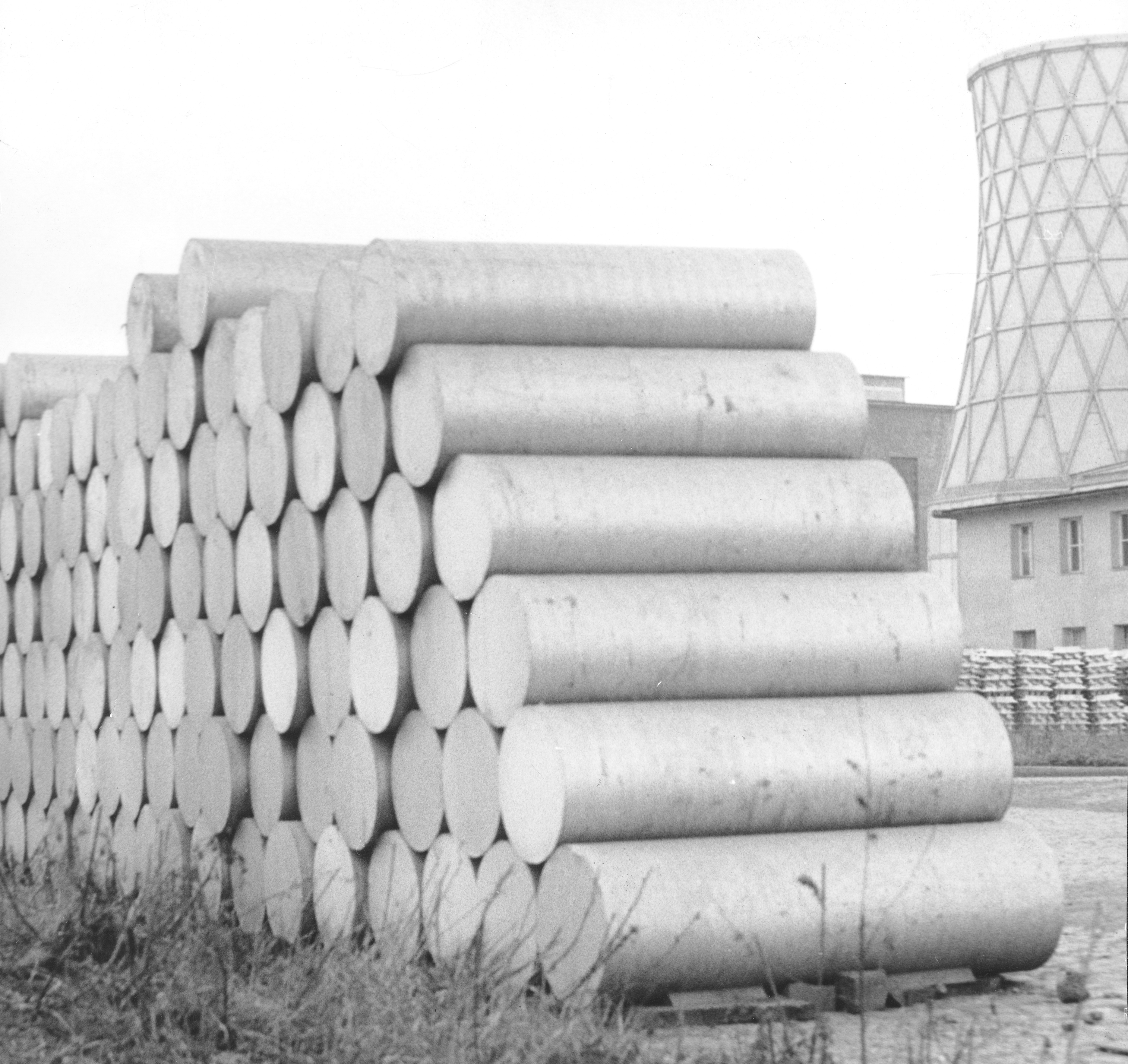
شمشال‌های آلومینیم آماده جهت انجام مراحل فراوری بیشتر.

تبدیل آلومینا به فلز آلومینیم توسط فرایند هال-هرولت انجام می‌شود. در این فرایند با مصرف انرژی خیلی بالا، برای تولید فلز آلومینیم، محلولی از آلومینا در مخلوط مذاب کریولیت (Na3AlF6) و کلسیم فلوئورید (در دمای ۹۵۰ تا ۹۸۰ درجه سلسیوس) الکترولیز می‌شود. فلز آلومینیم مذاب در کف مخزن انباشته شده و از آنجا تخلیه می‌شود. این فلز مذاب برای فراوری بیشتر در آینده معمولاً در قالب‌های بزرگی ریختگری می‌شود که به آن شمشال آلومینیم می‌گویند.
میله‌های آند فرایند الکترولیز از جنس کربن ساخته می‌شوند، چرا که کربن مقاوم‌ترین ماده در برابر خوردگی فلوراید می‌باشد. همچنین این میله‌ها یا پیش-پخته بوده یا در فرایند پخت می‌شوند. کربن برای آندها ترجیحاً باید خالص باشد تا نه آلومینیوم و نه الکترولیت به خاکستر آلوده نشوند. علی‌رغم مقاومت کربن به خوردگی، این میله‌ها با نرخ ۰٫۴ تا ۰٫۵ کیلوگرم به ازای هر کیلوگرم آلومینیم تولیدی مصرف می‌شوند. جنس میله‌های کاتد از آنتراسیت می‌باشد. برای میله‌های کاتد نیازی به خلوص بالا نیست چرا که ناخالصی‌ها با نرخ بسیار کمی از آنها انتشار می‌یابد. کاتد با نرخ ۰٫۰۲ تا ۰٫۰۴ کیلوگرم به ازای هر کیلوگرم آلومینیم تولیدی مصرف می‌شود. یک سلول معمولاً پس از ۲ تا ۶ سال تعطیل می‌شود که پس از شکست کاتد انجام می‌شود.

## ایزوتوپ‌ها
آلومینیوم، دارای ۹ ایزوتوپ است که عمده‌ترین آن‌ها بین ۲۳ تا ۳۰ مرتب شده‌اند. تنها Al-۲۷ (ایزوتوپ پایدار) و Al-۲۶ (ایزوتوپ رادیواکتیو) به‌طور طبیعی وجود دارند. Al-۲۶ از پراشیدن ذرات اتم آرگون در اتمسفر که در نتیجه پروتون‌های اشعه کیهانی رخ می‌دهد، تولید می‌شود. ایزوتوپ‌های آلومینیوم، کاربردهای عملی در تعیین قدمت رسوبات دریایی، خاستگاه منگنز، یخ‌های دوران یخبندان، کوارتز در صخره‌ها و شهاب سنگ‌ها دارد.
Al-۲۶ اولین بار در مطالعات ماه و شهاب‌سنگ‌ها بکار رفت. اجزاء شهاب‌سنگ‌ها بعد از جدا شدن از پیکره مادر در مدت سفر خود در فضا در معرض شدید بمباران اشعه کیهانی هستند که باعث تولید آلومینیوم ۲۷ پایدار می‌شود. بعد از سقوط روی زمین، حفاظ اتمسفر مانع از تولید Al-۲۶ بیشتر از قطعات شهاب‌سنگ‌ها می‌شود و واپاشی آن در تعیین عمر زمینی آن‌ها مؤثر است. تحقیقات روی شهاب‌سنگ‌ها ثابت کرده است که Al-۲۶ در زمان شکل‌گیری سیاره ما نسبتاً به مقدار فراوان وجود داشته است. احتمالاً انرژی آزاد شده در نتیجه واپاشی Al-۲۶، ذوب شدن مجدد و جدایی سیارک‌ها بعد از شکل‌گیری آن‌ها را ۲–۴ میلیارد سال پیش در پی داشته است.

## خوردگی در آلیاژهای آلومینیم

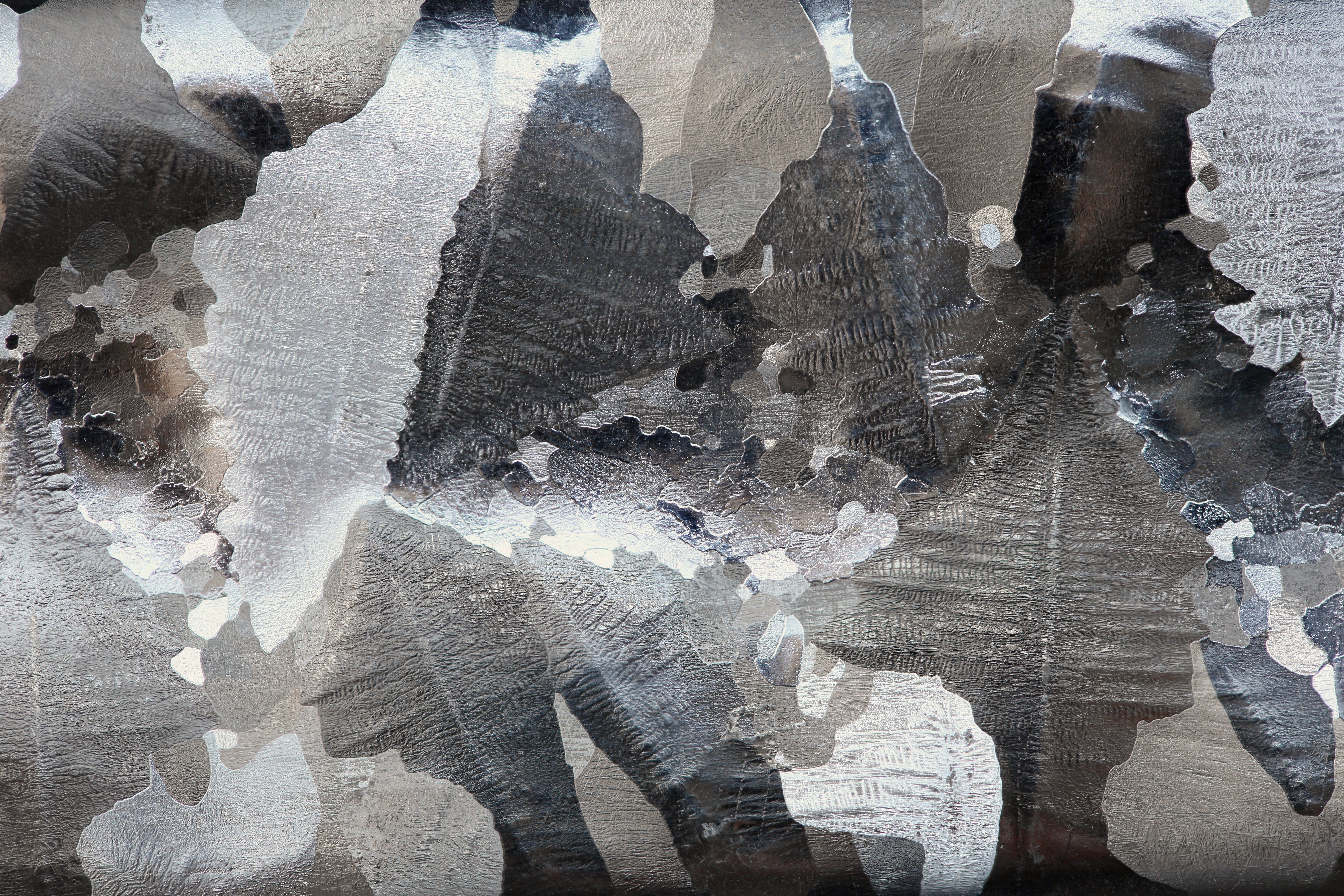
ریزساختار سطح سونش شده یک میله آلومینیومی با خلوص ۹۹٫۹۹۹۸٪

در برخی آلیاژهای آلومینیوم لازم است عملیات ترمومکانیکی انجام شود. در این عملیات که بیشتر ویژه آلیاژهای سری ۲۰۰۰ ،۷۰۰۰ و ۶۰۰۰ است، ذرات در مرزدانه‌ها رسوب کرده و در نتیجه نواحی اطراف مرزدانه‌ها از عنصر آلیاژی تهی می‌شوند و این خود می‌تواند شروعی برای خوردگی موضعی به ویژه خوردگی حفره ای و بین دانه ای باشد؛ بنابراین، آلیاژهای آلومینیوم با استحکام بالا مانند ۲۰۲۴، ۷۰۷۵ و ۶۰۶۱ که در صنایع گوناگون کاربرد فراوانی دارند، حساسیت زیادی به خوردگی‌های موضعی به ویژه حفره ای و بین‌دانه ای دارند. این نوع خوردگی‌ها می‌توانند شروعی برای انواع خوردگی مثل پوسته ای شدن (Exfoliation)، خوردگی تنشی SCC و ترک‌های خستگی در آلیاژهای آلومینیوم باشند. فرایندهایی مانند عملیات حرارتی محلول جامد، کوئنچ و رسوب سختی، اثر قابل ملاحظه‌ای بر ترکیب شیمیایی موضعی آلیاژهای با استحکام بالا و قابل عملیات دارد.
به‌طور کلی به علت وجود میزان کمی آب در ساختار آلومینیوم هر نوع عملیاتی که باعث از بین رفتن یکنواختی در میکروساختار آلیاژ شود مقاومت به خوردگی را کاهش می‌دهد. بررسی خوردگی موضعی آلیاژهای آلومینیوم مورد نظر در محیط‌های هالیدی از اهمیت بالایی برخوردار است. محیط‌های هالیدی شامل یون‌های کلرید یا برومید می‌توانند لایه رویین روی سطح آلومینیوم را بشکنند و سبب ایجاد خسارت روی سطح شوند. از سوی دیگر، در این آلیاژها استحکام با انجام عملیات حرارتی و با رسوب ترکیبات شامل مس، روی و منیزیم افزایش می‌یابد. انحلال این رسوبات در دماهای بالا (حدود ۴۸۰ درجه سلسیوس) محلول فوق اشباع از این عناصر را به وجود می‌آورد که تحت عملیات حرارتی، ترکیبات ریز شامل این عناصر رسوب می‌کنند. رشد همین ترکیبات، سبب ایجاد ساختاری ناهمگون شده که افزون بر کاهش استحکام، در رشد لایه غیرفعال تشکیل شده چه در هوا و چه در محیط‌های آبی، اخلال به وجود می‌آورند.
از این رو، محل شروع حفره‌دار شدن را می‌توان به نقاط ضعیف در لایه غیرفعال مرتبط دانست. برخلاف فلزات دیگر که خوردگی باعث کاهش کلی ضخامت می‌شود در آلومینیوم خوردگی تمایل دارد به صورت موضعی در سراسر سطح، حفره‌های زیادی تولید کند و در کل بخش وسیعی از سطح دست نخورده باقی می‌ماند.

### خوردگی اتمسفری
خوردگی اتمسفری نوع خاصی از خوردگی بوده که به علت تشکیل یک لایه الکترولیت روی سطح که بیشتر فیلم نازکی از رطوبت است، به وجود می‌آید. ضخامت این لایه از ۱۰۰ میکرومتر تجاوز نمی‌کند و می‌توان فرض کرد که این لایه همیشه اشباع از اکسیژن است. وقتی فلز در آب یا محلول نمکی مانند سدیم کلرید غوطه ور است به دلیل کاهش نفوذ اکسیژن در نواحی کاتدی نرخ خوردگی کاهش می‌یابد، ولی در خوردگی اتمسفری به دلیل اینکه گاهی لایه الکترولیت روی سطح خشک می‌شود یک شرایط متناوب خشک و تر به وجود می‌آید که باعث تشدید خوردگی نیز می‌شود. یون کلر نقش اصلی را در خوردگی ایفا می‌کند. مقدار خورندگی محیط به شدت تابع غلظت یون کلر در اتمسفر است. یون کلر باعث تخریب و سوراخ شدن لایه اکسیدی محافظ می‌شود. بر اساس پژوهش‌های بروکشیتیس و کلارک وجود این یون در اتمسفرهای دریایی باعث می‌شود که نرخ خوردگی آلومینیوم حدود ۲۲ برابر بیشتر از نرخ خوردگی اتمسفرهای روستایی شود.

## آندش (Anodizing)

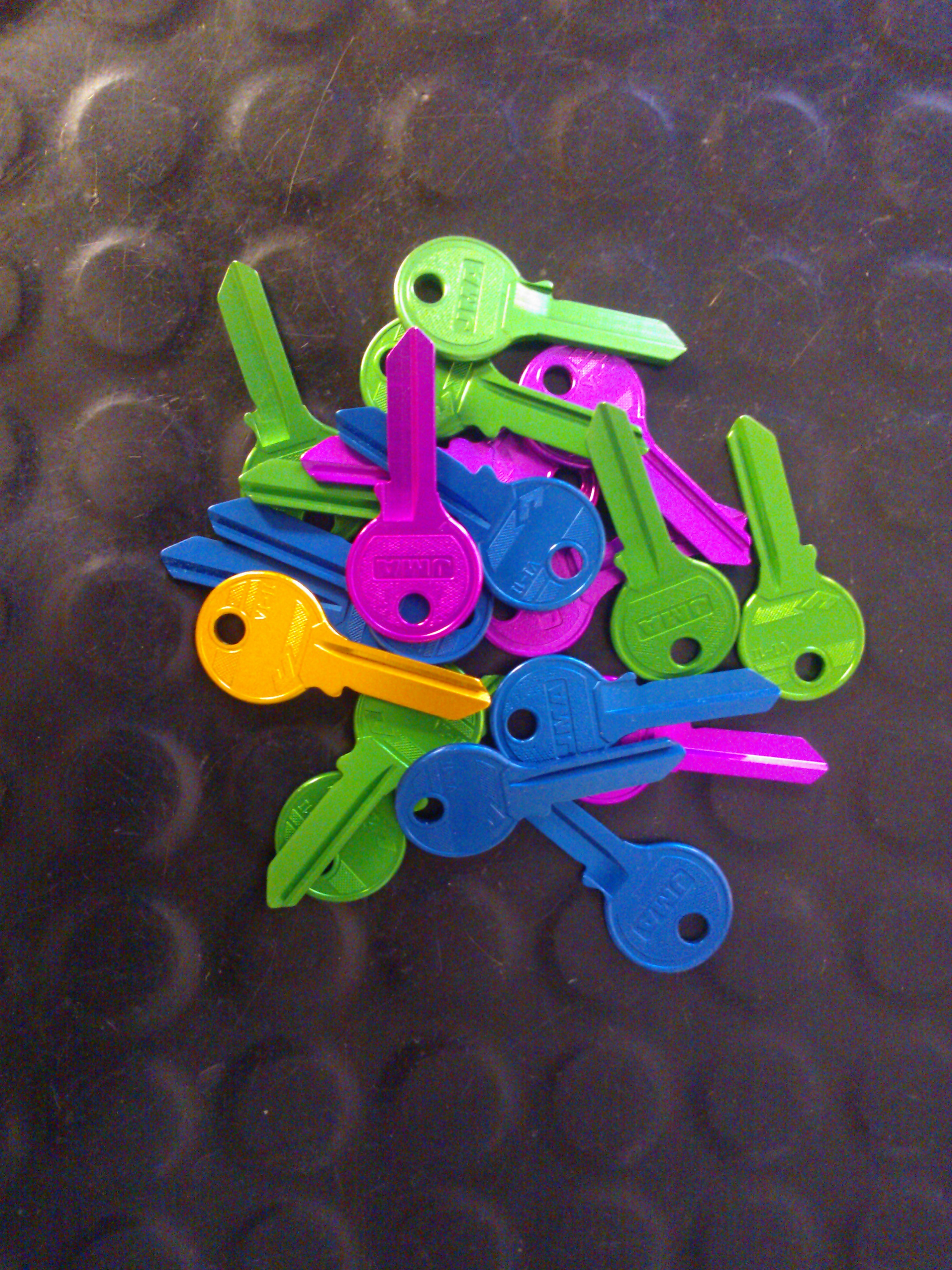
کلیدهای آلومینیومی که با فرایند آندایزینگ به رنگ‌های مختلف درآورده شده‌اند.

آنودایز کردن یا آندش یک فرایند الکتروشیمیایی است که به سطح فلز یک پرداخت تزئینی، با دوام، مقاوم در برابر خوردگی و «اکسید آندی» می‌دهد. اگرچه سایر فلزات غیر آهنی مانند منیزیم و تیتانیم را نیز می‌توان آنودایز کرد، اما آلومینیوم برای اینکار ایدئال است.
ساختار اکسید آندی از بستر آلومینیوم سرچشمه گرفته و به‌طور کامل از اکسید آلومینیوم تشکیل شده است. این لایه اکسید آلومینیوم مانند رنگ یا آبکاری ایجاد نمی‌شود، بلکه به‌طور کامل با ماده زیرین یکپارچه بوده و به همین دلیل مانند رنگ ریخته نمی‌شود. این لایه دارای ساختاری متخلخل و بسیار مرتب و منظم است که امکان انجام فرایندهای ثانویه ای مانند رنگ آمیزی را فراهم می‌کند.
آنودایز کردن با غوطه ور کردن آلومینیوم در یک حمام الکترولیت اسیدی و عبور جریان الکتریکی از آن انجام می‌شود. در داخل حمام الکترولیت یک کاتد نصب شده و آلومینیوم به عنوان آند عمل می‌کند، به همین دلیل از داخل محلول الکترولیت یون‌های اکسیژن آزاد شده و با اتم‌های روی سطح آلومینیوم ترکیب می‌شوند. در نتیجه، آنودایز کردن نوعی فرایند اکسایش کاملاً کنترل شده است، که در طبیعت به صورت خودکار و بسیار آهسته اتفاق می‌افتد.

## آلیاژهای آلومینیم
آلیاژ آلومینیوم یک ترکیب شیمیایی است که در آن عناصر دیگر به منظور تقویت خواص آلومینیوم خالص (به ویژه استحکام)، به آن اضافه می‌شوند. این عناصر شامل: آهن، سیلیکون، مس، منگنز، منیزیم و روی هستند و روی هم رفته می‌توانند تا ۱۵ درصد جرمی آلیاژ را تشکیل دهند. آلیاژهای آلومینیوم را با اعداد چهار رقمی مشخص می‌کنند، که در آن رقم اول یک کلاس عمومی یا سری خاص را مشخص می‌کند که تعیین‌کننده دسته خاصی با عناصر آلیاژی اصلی می‌باشد:

### آلومینیم خالص تجاری

#### 1xxx
آلیاژهای سری 1xxx آلومینیوم با خلوص ۹۹ درصد یا بالاتر هستند. این سری از مقاومت در برابر خوردگی عالی، قابلیت شکل‌پذیری و کار عالی و همچنین رسانای الکتریکی و حرارتی بالایی برخوردار است. به همین دلیل از آلیاژهای سری 1xxx به‌طور معمول در خطوط انتقال برق استفاده می‌شود. از آلیاژهای معروف این سری می‌توان به آلیاژ ۱۳۵۰ برای کاربردهای الکتریکی و ۱۱۰۰ برای جعبه‌های بسته‌بندی غذا اشاره کرد.

### آلیاژهای قابل عملیات حرارتی

#### 2xxx
در سری 2xxx، مس به عنوان عنصر آلیاژی اصلی مورد استفاده قرار می‌گیرد و می‌توان به‌طور چشمگیری استحکام آن را از طریق عملیات حرارتی محلول افزایش داد. این سری از آلیاژها ترکیب خوبی از استحکام بالا و سفتی از خود نشان می‌دهند، اما برخلاف بسیاری از آلیاژهای دیگر آلومینیوم، مقاومت به خوردگی اتمسفری بالایی ندارند. به همین دلیل در چنین کاربردهایی اغلب رنگ شده یا روکش کاری می‌شوند. برای روکش کاری این آلیاژ معمولاً از آلیاژهای سری 6xxx یا آلومینیوم خلوص بالا استفاده می‌شود، چرا که این آلیاژها مقاومت بالایی در مقابل خوردگی دارند. آلیاژ ۲۰۲۴ که در صنعت هواپیماسازی کاربرد دارد یکی از معروف‌ترین آلیاژهای این سری می‌باشد.

#### 6xxx
سری 6xxx آلیاژ همه‌کاره است؛ قابل عملیات حرارتی بوده، قابلیت شکل دهی بالایی دارد. همچنین قابل جوشکاری بوده و از استحکام تقریباً بالا، به همراه مقاومت به خوردگی خوبی برخوردار است. برای شکل دهی منیزیم سلیسید، این آلیاژها حاوی منیزیم و سلیسیم هستند. در کاربردهای معماری و ساخت سازه آلومینیومی، آلیاژهای 6xxx اولین انتخاب هستند. آلیاژ ۶۰۶۱ پرکاربردترین آلیاژ در این سری است و اغلب در ساخت فریم‌های کامیون‌ها و سازه‌های دریایی مورد استفاده قرار می‌گیرد. همچنین قاب گوشی آیفون ۶ از این آلیاژ ساخته شده است.

#### 7xxx
عنصر روی ماده اصلی آلیاژی این سری است و وقتی منیزیم به مقدار کمتری اضافه شود، نتیجه یک آلیاژ قابل عملیات حرارتی و استحکام بسیار بالا خواهد بود. عناصر دیگری مانند مس و کروم را نیز می‌توان به مقدار کمی اضافه کرد. شناخته شده‌ترین آلیاژهای این سری، آلیاژهای ۷۰۵۰ و ۷۰۷۵ هستند که در صنعت ساخت هواپیما بسیار مورد استفاده قرار می‌گیرند. ساعت آلومینیومی اپل، که در سال ۲۰۱۵ منتشر شد، از آلیاژ سری 7xxx به‌صورت سفارشی ساخته شده است.

### آلیاژهای غیرقابل عملیات حرارتی
استحکام آلیاژهای غیرقابل عملیات حرارتی را از طریق کار سرد (Cold Working) افزایش می‌دهند. «کار سرد» در فرایندهایی مانند نورد و آهنگری در دماهای معمولی اتفاق می‌افتد و به عملیات «کار» بر روی فلز برای افزایش استحکام آن گفته می‌شود. برای مثال هر چه یک ورق بیشتر نورد می‌شود و نازکتر می‌گردد استحکام آن افزایش می‌یابد و این به دلیل از بین رفتن حفره‌ها و ترک‌های میکروسکوپی موجود در فلز است. عناصر آلیاژی مانند منیزیم به افزایش این اثر کمک می‌کنند.

#### 3xxx
منگنز عنصر اصلی آلیاژی در این سری است که اغلب با مقادیر کمتری منیزیم اضافه می‌شود. با این حال، تنها درصد محدودی از منگنز را می‌توان به‌طور مؤثر به آلومینیوم اضافه کرد. ۳۰۰۳ یک آلیاژ محبوب برای مقاصد عمومی است زیرا از استحکام متوسط و کارایی خوبی برخوردار است و ممکن است در کاربردهایی مانند مبدل‌های حرارتی و وسایل آشپزی استفاده شود. آلیاژ ۳۰۰۴ و اصلاح شده‌های آن در بدنه قوطی‌های نوشیدنی آلومینیومی استفاده می‌شود.

#### 4xxx
آلیاژهای سری 4xxx با سیلیسیم ساخته می‌شوند و می‌توان برای کاهش دمای ذوب آلومینیوم مقادیر مناسبی از آن را اضافه کرد بدون اینکه در آلیاژ تردی و شکنندگی ایجاد شود. به همین دلیل از آلیاژهای سری 4xxx، به دلیل دمای ذوب نسبتاً پایین، می‌توان سیم جوش‌ها و سیم لحیم‌های فوق‌العاده ای ساخت. آلیاژ ۴۰۴۳ یکی از پرکاربردترین آلیاژهای این سری محسوب شده و از آن برای تولید سیم جوش در جوشکاری آلیاژهای سری 6xxx در صنایع خودروسازی و سازه‌ها استفاده می‌شود.

#### 5xxx
منیزیم ماده آلیاژی اصلی در سری 5xxx است و یکی از مؤثرترین و پرکاربردترین عناصر آلیاژی آلومینیوم است. آلیاژهای این سری از استحکام متوسط تا زیاد، و قابلیت جوشکاری و مقاومت به خوردگی در محیط‌های دریایی بالایی برخوردار هستند. به همین دلیل از آلیاژهای منیزیم-آلومینیوم به‌طور گسترده‌ای در ساختمان سازی و ساخت مخازن ذخیره‌سازی، مخازن تحت فشار و ساخت تجهیزات دریایی استفاده می‌شود. نمونه‌هایی از کاربردهای آلیاژی متداول این سری عبارتند از: ۵۰۵۲ در صنعت الکترونیک، ۵۰۸۳ در کاربردهای دریایی، ورق ۵۰۰۵ آنودایز شده برای مصارف معماری و ۵۱۸۲ در ساخت در قوطی‌های آلومینیومی. خودروی جنگی برادلی ارتش آمریکا از آلیاژ ۵۰۸۳ و آلومینیوم سری 7xxx ساخته شده است.
- [۱۸]